# 英國榮譽封號取消委員會
英國榮譽封號取消委員會（英語：Honours Forfeiture Committee），是由英國內閣府分支委員會之一，一般如果有揭發以權謀私或利益輸送罪成（或其他非常不道德行為）的話，委員會是會直接交給英國首相處理案件
，然後會由英國君主安排褫奪爵位。
而常見曾被禠奪勳銜人物，包括著名間諜安東尼．布朗特、前職業騎師萊斯特·皮戈特、蘇格蘭皇家銀行前首席執行官費雷德．古德溫、傑克．萊昂斯（健力士股份買賣欺詐案共犯）等。

## 過程
該委員會僅應總理的要求召集，由內政部負責人主持。
由倫敦憲報發布。

## 組成
取消委員會擁有多數獨立成員。該委員會由克里斯·沃爾莫德爵士（以前的喬納森·斯蒂芬斯爵士）擔任主席，由公務員主管負責。其他成員是財政部律師和三個永久性獨立成員

## 由委員會撤銷的榮譽
- 安東尼·布朗特（英语：Anthony Blunt），騎士，間諜，1979年[2]
- 前職業騎師萊斯特·皮戈特（英语：Lester Piggott）（大英帝國勳章），逃稅，1987年[3]
- 吉恩·埃爾斯（女爵士），因裙帶關係、財務管理不善和向員工非法付款而被判有罪，因此被開除，並被禁止擔任班主任。[7][8]
- 蘇格蘭皇家銀行前首席執行官費雷德·古德溫（英语：Fred Goodwin），下級勳位爵士，「作為蘇格蘭皇家銀行首席執行官的行為影響的規模和嚴重程度」[4]
- 傑克·萊昂斯（英语：Jack Lyons (financier)），騎士，（CBE），健力士股份買賣欺詐案（英语：Guinness share-trading fraud）共犯，1991年除名[5]
- 哈維·溫斯坦（CBE），性侵事件，2020年[9]

## 另見
- 褫奪名誉学位，如果有不良行為或犯罪而發生的類似事件
- 遭剥夺奥运会奖牌列表

## 外部連結
- 英國榮譽封號取消委員會 （页面存档备份，存于）